# 캐시 카우
캐시카우(cash cow)는 처음 시작할 때 필요한 현금 경비를 훨씬 초과하여 꾸준한 이익 창출을 일으키는 벤처를 의미하는 사업상의 특수용어이다. 수많은 사업은 이러한 벤처를 획득하거나 창출하려고 시도하는데 그 이유는 이것들이 기업의 전반적인 소득을 부양시키고 이익이 덜 드는 노력을 지원하는데 사용할 수 있기 때문이다.
캐시카우라는 용어는 젖을 내기 위해 농장에서 사용되는 젖소를 의미하는 데어리 카우(dairy cow)의 은유인데, 적은 유지관리로 꾸준한 소득원을 제공하는 것에서 비롯되었다. 대한민국에서는 정유사, 철강회사, 통신회사 등 시설투자 업종이 캐시카우의 대표적인 예시라고 볼 수 있다.

## 같이 보기
- BCG 매트릭스